# Катастрофа Ан-24 в Бугульме
Катастрофа Ан-24 в Бугульме — авиационная катастрофа, произошедшая ранним утром вторника 26 ноября 1991 года у аэропорта Бугульмы. Авиалайнер Ан-24РВ авиакомпании «Авиалинии Татарстана» завершал внутренний пассажирский рейс по маршруту Нижневартовск — Тюмень — Бугульма, но при заходе на посадку в аэропорту Бугульмы лайнер прервал заход на посадку и ушëл на второй круг. При наборе высоты для ухода на второй круг резко вошёл в крутое пикирование и рухнул на землю на территории аэропорта, полностью разрушившись. Погибли все 41 человек на борту — 37 пассажиров и 4 членов экипажа. 
Это последняя авиационная катастрофа в СССР.

## Самолёт
Ан-24РВ с бортовым номером 47823 (заводской — 17307204) был выпущен заводом Антонова в 1971 году.

## Экипаж
Ан-24 пилотировал экипаж из Казанского ОАО, состав которого был:
- Командир воздушного судна (КВС) — Яков Фёдорович Гасанов

- Второй пилот — Юрий Александрович Епанчицев

- Бортмеханик — Павел Петрович Ломоносов

В салоне самолёта работал стюард Р. В. Григорьев

## Хронология событий
Ан-24РВ борт СССР-47823 выполнял заказной рейс из Нижневартовска в Бугульму с промежуточной посадкой в Тюмени, при этом перевозилась вахта нефтяников. Согласно переданному экипажу метеорологическому прогнозу, в Бугульме ожидался западный ветер 9 м/с с порывами 15 м/с, слоистые и кучево-дождевые облака высотой 120—300 метров, туман, горизонтальная видимость 800 метров, вертикальная — 80 метров. Также экипаж предупредили о сильном обледенении в облаках и осадках.
Полёт до Бугульмы прошёл без существенных замечаний, а при подходе к аэропорту экипаж, после получения разрешения, начал выполнять снижение. Однако нарушив РЛЭ и забыв о предупреждении, экипаж не стал поначалу включать противообледенительную систему (ПОС). Лишь на высоте 1100 метров была включена ПОС входного направляющего аппарата и воздухозаборников. Далее на высоте 900 метров сработала сигнализация обледенения, но экипаж не стал включать ПОС крыла и оперения.
По указанию диспетчера, заход на посадку выполнялся по посадочному курсу 192° и по системе РСП+ОСП, а пилотирование на этом этапе выполнял второй пилот. В 11 километрах от аэропорта на высоте 400 метров экипаж вышел на глиссаду и запросил разрешение на посадку. Диспетчер им это разрешение дал, а также передал фактическую погоду, но не указал при этом о возможном обледенении. Получив разрешение на посадку, экипаж на высоте 400 метров выпустил закрылки на 15°. Далее бортмеханику следовало осмотреть поверхность стабилизатора, но он этого не сделал и не увидел, что тот покрывается льдом. Далее подойдя ко входу в глиссаду, экипаж довыпустил закрылки в посадочное положение (30°), нарушив тем самым РЛЭ по действиям в условиях обледенения и при выключенной ПОС.
К ДПРМ авиалайнер подошёл на 45 метров выше глиссады, но диспетчер не предупредил об этом пилотов и не дал им указание прерывать посадку и уходить на второй круг. Когда до торца ВПП оставалось 3500 метров, самолёт при постоянной скорости 220 км/ч был введён экипажем в зону допустимых уклонений по курсу и высоте. Однако в 2600 метрах от торца ВПП разбалансировка по тангажу нарушилась, так как из-за обледенения руль высоты стал всё больше отклоняться. Также в 1700 метрах от полосы авиалайнер начало уводить вправо, а в 1400 метрах от полосы он вышел за допустимые пределы, при этом снижаясь с вертикальной скоростью 7 м/с.

### Катастрофа
Увидев такое значительное боковое отклонение, в 05:01:26 диспетчер дал команду экипажу уходить на второй круг. В самой кабине следом сработала сигнализация о проходе высоты принятия решения, после чего через 5 секунд командир дал команду второму пилоту, который пилотировал самолёт, уходить на второй круг. Тот потянул штурвал на себя, а режим двигателей был увеличен до взлётного, после чего самолёт снизившись до высоты 60 метров перешёл было в набор высоты. Однако закрылки при этом продолжали оставаться в посадочном положении, в результате чего горизонтальное оперение оказалось на закритических отрицательных углах атаки. Штурвал начал самопроизвольно уходить «от себя» (на пикирование), а запоздалые действия второго пилота, или его резкое пилотирование привели к тому, что обледеневший руль высоты отклонился до упора вниз, что в свою очередь привело к опусканию носа и самолёт перешёл в резкое пикирование. Возникла отрицательная перегрузка, а вывод самолёта из такого пике требует значительных усилий. Однако малая высота и вызванный этим дефицит времени лишили пилотов возможности спасти ситуацию.
В 05:02:00 на скорости 260 км/ч под углом пикирования 70—80° Ан-24 врезался в землю в 802 метрах после торца ВПП и в 598 метрах справа от её оси, после чего полностью разрушился. Пожара при этом не возникло, но все находящиеся на борту 4 члена экипажа и 37 пассажиров погибли.

## Причины
Причиной катастрофы явились допущенные экипажем нарушения требований НПП ГА-85 и РЛЭ самолёта Ан-24 при полетах в условиях обледенения, выразившиеся в:
1. невключении ПОС крыла и оперения перед снижением с эшелона, перед входом в облачность и при срабатывании сигнализации РИО-3 в облаках;
2. выпуске закрылков на угол 30° без предварительного осмотра состояния несущей поверхности стабилизатора, что при уходе на второй круг с обледеневшим стабилизатором и маневрировании с вертикальной перегрузкой менее 0,7 ед. привело к возникновению «клевка» на малой высоте и столкновению самолета с землей.

Пренебрежение экипажа рекомендациями РЛЭ может быть объяснено тем, что на заключительном этапе полета он в значительной мере снизил работоспособность и поэтому забыл о прогнозируемом обледенении, не обратил внимание (в тёмное время суток в приборном полёте и при тёмном внекабинном пространстве) на наличие обледенения стеклоочистителей, не осмотрел с подсветом специальной фарой горизонтальное оперение для оценки состояния его передней кромки, не придал значение действующей световой сигнализации РИО-3. Можно также предположить, что невыполнение рекомендаций РЛЭ связано с неграмотной оценкой экипажем метеоусловий, отсутствием должного взаимодействия и взаимоконтроля в экипаже.
— 